# Артикская епархия
Артикская епархия Армянской Апостольской церкви (арм. Արթիկի թեմ) — действующая епархия Армянской Апостольской церкви Эчмиадзинского католикосата, в юрисдикцию которой входит южная часть Ширакской области Армении, включая города Артик, Маралик и окружающие их села. Центром является город Артик. Предводителем епархии является архиепископ Нарек Авагян.
Артикская епархия была выделена из состава Ширакской епархии в 2012 году. Епархия создана в соответствии со Святым Кондаком (официальное послание) Католикоса всех армян Гарегина II, который  был обнародован во время литургии в Св. Эчмиадзине.